# Bräcke soldattorp
Bräcke soldattorp är ett soldattorp från 1830-talet, som ligger vid Kärna strax öster om Bräcke by i Kungälvs kommun. Soldattorpet var sedan 1889 bostad för soldaten Sven Olof Emanuelsson Björk. Tidigare låg torpet norr om Bräcke by men har senare flyttats till den plats det ligger på nu. Soldattorpet är sedan 1965 ett hembygdsmuseum. Torpets bostadsdel innehåller ett rum, ett kök och en förstuga. 